# Одион Игало
Одион Игало е нигерийски футболист, централен нападател, който играе за  Ал Уехда.

## Клубна кариера
Юноша на нигерийския клуб Приме, играе за редица европейски клубове през годините. През 2020 г. е отдаден под наем на Манчестър Юнайтед от китайския Шанхай Шънхуа.